# 阿桑加·阿贝亚古纳塞克拉
阿桑加·阿贝亚古纳塞克拉（羅馬化：Asanga Abeyagoonasekera，1977年8月21日—），斯里兰卡地缘政治和外交政策研究者兼政治专栏作家，斯里兰卡国家安全研究院创始院长，曾在美国北肯塔基大学、科伦坡大学等教育机构任教，2004年后长期在政府及政府资助的安全智库任职。阿桑加的父亲曾出任斯里兰卡人民党主席，1994年死于泰米尔猛虎解放组织策划的自杀式袭击，阿桑加自己也通过美国-南亚领导力项目进入肯尼迪政府学院研究反恐。阿桑加曾经支持习近平的一带一路倡议，但当2017年12月斯里兰卡因债务问题将汉班托克港移交给招商局后开始指责中国投资的安全风险。